# Mark Margolis

Mark Margolis (2014)

Mark Margolis (* 26. November 1939 in Philadelphia, Pennsylvania; † 3. August 2023 in New York City, New York) war ein US-amerikanischer Schauspieler.
1983 übernahm Margolis in Brian De Palmas Gangsterfilm Scarface die Rolle des Alberto. Später trat er wiederholt in Filmen des Regisseurs Darren Aronofsky auf. Einem größeren Publikum wurde Margolis ab dem Jahr 2009 durch seine Darstellung des Kartellmitglieds Héctor Salamanca in den Fernsehserien Breaking Bad und Better Call Saul bekannt. Seine Darstellung in Breaking Bad brachte ihm 2012 eine Nominierung für den Emmy Award ein. 

## Leben
Nachdem er die Temple University besucht hatte, zog Margolis nach New York, wo er unter anderem auch das Actors Studio besuchte. Ab 1976 war er als Schauspieler tätig. Eine seiner bekanntesten Rollen war die in dem Film Scarface (1983) als Fahrer Alberto. Im Film Ace Ventura – Ein tierischer Detektiv (1994) spielte er den griesgrämigen Vermieter Mr. Shickadance. Bekannt wurde Margolis auch durch die Zusammenarbeit mit Darren Aronofsky: Er ist in Aronofskys Filmen Pi, Requiem for a Dream, The Fountain, The Wrestler, Black Swan und Noah zu sehen. Aronofsky schrieb die Rolle des Father Avila in dem Film The Fountain speziell für Margolis.
Ab den späten 2000er Jahren übernahm er vor allem Gastrollen in verschiedenen Fernsehserien. Für seine wiederkehrende Rolle in Breaking Bad als Héctor Salamanca, der letztlich auf einen Rollstuhl sowie eine Klingel zur Verständigung angewiesen ist, erhielt er 2012 eine Nominierung bei den Saturn Awards als bester wiederkehrender Gastdarsteller. Des Weiteren wurde er für die Primetime-Emmy-Verleihung 2012 als bester Gastdarsteller einer Dramaserie für das Staffelfinale der vierten Staffel von Breaking Bad nominiert. Die Rolle übernahm er ab 2016 auch in der Prequel-Serie Better Call Saul. Sein Schaffen für Film und Fernsehen umfasste mehr als 160 Produktionen.
Mark Margolis war von Juni 1962 bis zu seinem Tod mit Jacqueline Petcove verheiratet. 1966 wurde ihr einziges Kind, Morgan H. Margolis, geboren, der wie sein Vater ebenfalls Schauspieler geworden ist.
Margolis starb am 3. August 2023 in New York nach kurzer Krankheit im Alter von 83 Jahren.

## Filmografie (Auswahl)
- 1976: The Opening of Misty Beethoven
- 1980: Christmas Evil (You Better Watch Out)
- 1980: Dressed to Kill
- 1980: A Jury of Her Peers
- 1982: American Diner (Diner)
- 1983: Scarface
- 1984: Cotton Club (The Cotton Club)
- 1985–1989: Der Equalizer (The Equalizer, Fernsehserie, 16 Folgen)
- 1987: Das Schlafzimmerfenster (The Bedroom Window)
- 1987: Das Geheimnis meines Erfolges (The Secret of My Succe$s)
- 1989: Glory
- 1990: Columbo: Wer zuletzt lacht … (Columbo Cries Wolf, Fernsehreihe)
- 1990: Raumschiff Enterprise – Das nächste Jahrhundert (Folge 62: Riker unter Verdacht)
- 1990: Delta Force 2 – The Columbian Connection
- 1992: 1492 – Die Eroberung des Paradieses (1492: Conquest of Paradise)
- 1992–2001: Law & Order (Fernsehserie, 3 Folgen, verschiedene Rollen)
- 1994: Ace Ventura – Ein tierischer Detektiv (Ace Ventura: Pet Detective)
- 1996: I Shot Andy Warhol
- 1996: Der Zufallslover (The Pallbearer)
- 1997: Absolute Power
- 1998: π – System im Chaos (π)
- 1998–2003: Oz – Hölle hinter Gittern (Oz, Fernsehserie, 10 Folgen)
- 1999: Mickey Blue Eyes
- 1999: Makellos (Flawless)
- 1999: Jakob der Lügner (Jakob the Liar)
- 1999: Die Thomas Crown Affäre (The Thomas Crown Affair)
- 1999: End of Days – Nacht ohne Morgen (End of Days)
- 2000: Dinner Rush
- 2000: Requiem for a Dream
- 2001: Hardball
- 2001: Der Schneider von Panama (The Tailor of Panama)
- 2001: Hannibal
- 2002: Eaten Alive – Invasion der Killer-Insekten (Infested)
- 2003: Daredevil
- 2005: Stay
- 2006: The Fountain
- 2007: Gone Baby Gone – Kein Kinderspiel (Gone Baby Gone)
- 2007: Californication (Fernsehserie, Folge 1x08 Vater und Sohn)
- 2008: Defiance – Für meine Brüder, die niemals aufgaben (Defiance)
- 2008: The Wrestler – Ruhm, Liebe, Schmerz (The Wrestler)
- 2009: Kings (Fernsehserie, 2 Folgen)
- 2009–2011: Breaking Bad (Fernsehserie, 8 Folgen)
- 2011: Blue Bloods – Crime Scene New York (Blue Bloods, Fernsehserie, 2 Folgen)
- 2010: Black Swan
- 2011–2012: Person of Interest (Fernsehserie, 3 Folgen)
- 2011: Krieg der Götter (Immortals)
- 2011: Law & Order: Special Victims Unit (Fernsehserie, Folge 13x09)
- 2012: Never a Shade of Gray (Kurzfilm)
- 2012: Stand Up Guys
- 2012: American Horror Story (American Horror Story: Asylum, Fernsehserie, Folgen 2x05–2x07)
- 2013: Beneath
- 2014: Noah
- 2014: The Affair (Fernsehserie, Folge 2x4)
- 2015: Gotham (Fernsehserie, 2 Folgen)
- 2015: Constantine (Fernsehserie, Folge 1x10)
- 2015: Elementary (Fernsehserie, Folge 3x17)
- 2016: My Big Fat Greek Wedding 2
- 2016–2022: Better Call Saul (Fernsehserie)
- 2019: Soulfood – Familie geht durch den Magen (Abe)
- 2020: Minjan (Minyan)
- 2020: Snowpiercer (Fernsehserie, Folge 1x01)
- 2023: Your Honor (Fernsehserie, 5 Folgen)